# 疏穗碱茅
疏穗碱茅（学名：Puccinellia roborovskyi）为禾本科碱茅属下的一个种。